# Avenue du Général-de-Gaulle (Puteaux)
Ne pas confondre avec l'avenue du Général-de-Gaulle, ancienne avenue de La Défense à la limite de Courbevoie et de Puteaux, reliant le pont de Neuilly au rond-point de La Défense, jusqu'en 1972
Pour les articles homonymes, voir Avenue Charles-de-Gaulle.
L'avenue du Général-de-Gaulle est une voie de communication de Puteaux (Hauts-de-Seine) ouverte sous ce nom en 1998. Elle assure une alternative sur une partie du tracé de la route départementale 913 et de la route nationale 1013, issues de l'ancienne route nationale 13.

## Situation et accès
Cette avenue est accessible par la gare de Puteaux ou la station de métro La Défense, sur la ligne 1 du métro de Paris.

## Origine du nom
Elle a été nommée en l'honneur de Charles de Gaulle (1890-1970), général, chef de la France libre et ultérieurement président de la République française de 1959 à 1969.

## Historique
Cette avenue, créée par délibération du conseil municipal de Puteaux le 30 juillet 1998 relie la place des Bergères au boulevard circulaire. Il ne faut pas la confondre avec l'ancienne avenue du Général-de-Gaulle, ancienne « avenue de la Défense » puis « avenue du Président-Wilson », à la limite des communes de Puteaux et de Courbevoie.

## Bâtiments remarquables et lieux de mémoire
- Église Notre-Dame-du-Perpétuel-Secours de Puteaux.
- Écoquartier des Bergères.